# Euproctis patavia
Euproctis patavia är en fjärilsart som beskrevs av Swinhoe 1923. Euproctis patavia ingår i släktet Euproctis och familjen tofsspinnare. Inga underarter finns listade i Catalogue of Life.